# Baswanthpur, Yadgir
Baswanthpur là một làng thuộc tehsil Yadgir, huyện Gulbarga, bang Karnataka, Ấn Độ.